# Tradimento (fumetto)
Tradimento (Treachery in lingua originale) è una miniserie a fumetti di sei numeri (quattro nell'edizione italiana), scritta da Robin Furth e Peter David e illustrata da Jae Lee e Richard Isanove, pubblicata dalla Marvel Comics a partire dal 10 settembre 2008 con cadenza mensile.
Si tratta del terzo di una serie di cinque cicli narrativi a fumetti basati sulla serie La Torre Nera di Stephen King. Lo scrittore è accreditato come direttore creativo ed esecutivo del progetto.

## Trama
La miniserie narra le vicende svoltesi tra il ritorno del ka-tet di Roland Deschain a Gilead e la battaglia campale di Jericho Hill, che concluderà la guerra contro il ribelle John Farson e segnerà la definitiva caduta dell'Affiliazione e con essa del suo simbolo, la capitale Gilead.
Il primo volume si apre con la cerimonia durante la quale i due compagni di Roland, Cuthbert Allgood e Alain Johns, vengono nominati Pistoleri. Essi tuttavia riscontrano il disappunto dei vecchi compagni e allievi di Cort, che ritengono immeritato il titolo dei due nuovi Pistoleri, i quali non hanno dovuto affrontare in combattimento il colossale maestro Cort. Roland, intanto, continua ad utilizzare il Pompelmo di Mearlyn e a subirne l'influenza negativa. Si scopre infine che la nipote di Cort, Aileen Ritter, desidera fortemente diventare un Pistolero, ma essendo una ragazza questo non le è permesso. Decide così di rubare una coppia di pistole dall'armeria di Cort e di sfidare il due nuovi Pistoleri ed i loro amici. Intanto, Steven Deschain, padre di Roland, è in missione contro Il Buono, John Farson.
Nel secondo volume incontriamo Gabrielle Deschain, madre di Roland Deschain e moglie del dinh di Gilead, Steven Deschain, nel convento di Nostra Signora della Rosa, non lontano dalla capitale, dove si trova in ritiro spirituale per espiare la propria infedeltà al marito. Qui tuttavia incontra nuovamente Marten, l'ormai ex consigliere del re ed amante della regina, che cade nuovamente vittima della malia dello stregone. Intanto, mentre Steven e i suoi pistoleri stanno facendo ritorno a Gilead, Aileen viene rimproverata da Cort, istruttore di pistoleri e zio della ragazza, che le confessa i suoi progetti di fidanzarla a Roland. Quest'ultimo è invece preso da ben'altre faccende: il Pompelmo, una delle dodici Curve dell'Iride, sta infatti esercitando su di lui il suo malefico influsso, logorandogli la mente e creando illusioni nelle quali il padre del ragazzo viene ucciso da Rhea del Cöos, giunta a Gilead da Mejis e da un recente passato.
Il terzo volume si apre con un incontro clandestino tra Marten e Gabrielle Deschain, ormai del tutto soggiogata alla volontà del mago, tanto che accetta la proposta di aiutarlo ad assassinare il marito e re di Gilead Steven Deschain, per poi fuggire insieme all'amato. A Gilead intanto, Roland è ancora preda delle illusioni del Pompelmo, e preso dalla rabbia per aver appena assistito nella propria mente alla morte del padre, scambia gli amici Alain e Cuthbert, giunti a fargli visita, per la presunta assassina, Rhea del Cöos. I due fortunatamente si salvano dai colpi delle pistole di Roland, anche se solo grazie alle cattive condizioni del pistolero. Dopo quanto accaduto, decide di porre fine al proprio tormento presentandosi dal padre e consegnandogli il Pompelmo, prontamente posto sotto chiave dal dinh di Gilead. Purtroppo, una spia agisce nella cerchia dei fedeli del re, spianando la strada per la vittoria al nemico di Gilead e dell'Affiliazione, John Farson.

## Contenuti speciali
Alla fine di ogni volume, è riportata per intero la "Litania del Pistolero", che coloro che si fregiano di questo titolo recitano prima di affrontare il proprio destino, compiendo le azioni più disperate.
Il secondo volume è arricchito da una grande quantità di informazioni che aiutano a comprendere meglio il Medio-Mondo, patria dei Pistoleri. Viene infatti chiarito quello che è il rituale di iniziazione che ogni aspirante pistolero deve affrontare per potersi fregiare di tale titolo. Vi è inoltre un'ampia sezione dedicato alla figura della donna nel Medio-Mondo, accompagnata dalla leggenda di Lady Oriza e da un breve racconto legato alla setta delle Piccole Sorelle della Rosa.
Il terzo volume contiene una esauriente descrizione della setta dei Manni, alcune tra le figure più enigmatiche della saga della Torre Nera. Alla fine dell'albo sono inoltre incluse una lista dei veleni più diffusi nel Medio-Mondo, visto che nella storia si parla sempre più frequentemente di attentati alla vita del sovrano, e una sezione dedicata alle Giornate di Fiera, con una lista dei più famosi indovinelli presentati durante le gare organizzate durante i festeggiamenti.